# Gabi (Fußballspieler)
Gabi, bürgerlich Gabriel Fernández Arenas (* 10. Juli 1983 in Madrid), ist ein spanischer Fußballspieler.

## Werdegang
Gabi stammt aus der Jugend von Atlético Madrid. Während er 2003 den Sprung in die erste Mannschaft der Madrilenen schaffte, sollte er mit dem Leihjahr beim Vorstadtclub FC Getafe endgültig den Durchbruch schaffen. Dies gelang ihm auch auf Anhieb, seinen Aufwärtstrend konnte er jedoch, bedingt durch die starke Konkurrenz bei den „Colchoneros“, nur bedingt fortsetzen. So zog er im Sommer 2007 den Wechsel zum ambitionierten Club aus Aragonien, Real Saragossa dem Verbleib in Madrid vor. Die Ablösesumme betrug neun Millionen Euro. Nach vier Jahren als Stammspieler in Saragossa kehrte Gabi im Jahre 2011 zu Atlético Madrid zurück und konnte sich auch dort einen Stammplatz erkämpfen.

## Titel und Erfolge
Atlético Madrid
- UEFA Europa League: 2011/12, 2017/18
- UEFA Champions League
  - Finalist: 2013/14, 2015/16
- Spanischer Pokal: 2012/13
- Spanische Meisterschaft: 2013/14
- UEFA-Supercup: 2012
- Spanischer Supercup: 2014